# Hiro Arikawa
Hiro Arikawa (有川 浩, Arikawa Hiro, née le 9 juin 1972) est une écrivaine japonaise de light novels, originaire de la préfecture de Kōchi.

## Biographie
Hiro Arikawa remporte le 10e grand prix du roman Dengeki pour écrivains débutants avec Shio no Machi: Wish on My Precious en 2003, et le livre est publié l'année suivante. Le livre est salué pour son histoire d'amour entre une héroïne et un héros séparés par l'âge et le statut social, et pour sa description des structures militaires. Bien qu'elle soit un auteur de light novels, ses titres suivants sont publiés en édition reliée en compagnie d'ouvrages plus littéraires, son éditeur MediaWorks lui accordant ce traitement particulier. Shio no Machi est plus tard également publié en édition reliée. Sa light novel Toshokan Sensō (The Library War) de 2006 est nommé numéro 1 du Hon no Zasshi (ja) pour la distraction pour le premier semestre de 2006, et atteint la 5e place du Honya Taishō pour cette année, en compétition avec des romans ordinaires.
Elle écrit souvent à propos des forces japonaises d'autodéfense (JSDF) et ses trois premiers romans relatifs à ses trois branches sont appelés Jieitai Sanbusaku (« la Trilogie SDF »). Elle a également écrit sur les Fictional Library Forces (armée de la bibliothèque) dans la série Toshokan Sensō. Raintree no Kuni, d'abord paru comme livre au sein d'un livre dans Toshokan Nairan a ensuite été publié par Arikawa comme un dérivé avec un autre éditeur.
Son roman Hankyū densha, paru en 2008 et traduit en français sous le titre Au prochain arrêt, est adapté au cinéma en 2011 sous le titre Hankyū densha. Son roman Freeter, Ie wo Kau, paru en 2009, est adapté en mini-série en 2010 sous le titre Freeter, Ie wo Kau (en).
Kōichirō Miki a adapté deux de ses romans au cinéma : Botanical Encyclopedia en 2016 et The Travelling Cat Chronicles en 2018,.

## Œuvres
- La série Trilogie SDF
  - Shio no Machi: Wish on My Precious  (ISBN 978-4-8402-2601-1)
  - Sora no Naka
  - Umi no Soko
- La série The Library War
  - Toshokan Sensō (The Library War)
  - Toshokan Nairan (The Library Infighting)
  - Toshokan Kiki (The Library Crisis)
  - Toshokan Kakumei (The Library Revolution)
- Sweet Blue Age
- Freeter, Ie wo Kau
- Les Mémoires d'un chat [« Tabineko Ripôto »], trad. de Jean-Louis de La Couronne, Arles, France, Actes Sud, coll. « Lettres japonaises », 2017, 336 p.  (ISBN 978-2-330-07823-2)
- Au prochain arrêt [« Hankyū Densha »], trad. de Sophie Refle, Arles, France, Actes Sud, coll. « Lettres japonaises », 2021, 192 p.  (ISBN 978-2-330-15012-9)
- Au revoir les chats [« Mitorineko »], trad. de Sophie Refle, Arles, France, Actes Sud, coll. « Lettres japonaises », 2023, 256 p.
- J'ai trouvé un homme dans le jardin [« Shokubutsu zukan »], trad. de Sophie Refle, Arles, France, Actes Sud, coll. « Lettres japonaises », 2025, ? p.

## Source de la traduction
- (en) Cet article est partiellement ou en totalité issu de l’article de Wikipédia en anglais intitulé « Hiro Arikawa » (voir la liste des auteurs).